# 安保"Suginho"一生
安保 一生（あんぼ いっせい、1972年5月8日 - ）は日本のギタリスト、音楽プロデューサー。旧芸名は杉元 一生（すぎもと いっせい）。本名同じ。安保 "Suginho" 一生（あんぼ すぎーにょ いっせい）と名乗る事もある。

## 略歴
- 1997年、WANDSの3期ギタリスト、杉元一生としてデビューする。
- 2000年、同バンドの解体以降、松本孝弘、稲葉浩志（B'z）のソロ活動のTVライブサポート、Fayray、倉木麻衣のライブツアーサポート、hills　パン工場の『THURSDAY LIVE』でのサポート等をこなしながら、flow-warのギタリストとしても活躍。
- 2004年、flow-war解散後はビーイングを退社。ステージネームを安保 "Suginho" 一生と改名する。以後、プロデューサーやA&R/ディレクターとしてバンドやアーティストを手がけ、数多くの作品に携わる。
- 2005年、flow-warのヴォーカルを務めていた及崎森平とCANDYMANを結成。ソロやセッションも含めたライブや音源発表等の活動を行った。
- 2009年3月末のライブを以て、CANDYMAN解散。
- 2009年6月、新たな音楽グループLIT-HUMが始動。
- 2009年11月、浅岡雄也（元FIELD OF VIEW）のアルバム「ウタハトビラヲアケテユク」収録曲「シャララ」に、ギターで参加[1]。また、同年に開催された浅岡のライブツアー「15th Anniversary 2009-2010 6th LIVE TOUR ～ウタハトビラヲアケテユク～」に、サポートギタリストとして参加した[2][3]。
- 2010年、株式会社インターステラ・プロダクションを設立。
- 2011年3月28日、ライブイベント「"Live Circus" Act.01」(目黒LIVE STATIONにて開催)に、Suginho Session名義のグループで参加[4][5]。ゲストボーカルに、元3期WANDSの松元治郎(和久二郎)も出演した[6][7]。
- 2012年、松元治郎のソロ活動のプロデューサーを担当。
- 2013年11月30日、初のソロアルバム「SECOND」の予約が開始、2014年3月10日にリリースされた[8]。
- 2014年6月15日、東急ハンズ渋谷店 HINT7にて、ミニライブ「ギターという名のMagic Wand」を開催[9]。

## 人物
- 1972年、東京都で出生。小学校の途中から高校まで富山県で過ごしていた[10]。
- フェイバリット・アーティストは、スティーヴ・ヴァイ、ポール・ギルバート[11]。WANDS時代の愛用ギターも、スティーブ・ヴァイやポール・ギルバートが使用していたアイバニーズ製のギターを使用していた。
- 初めてギターを弾いたのは中学3年生の時であり[12]、最初に弾いたのはBOØWYの「Marionette -マリオネット-」で[13]、最初にコピーバンドを組んだのもBOØWYだったと語っている[14]。高校生になってからは、イングヴェイ・マルムスティーンやドッケンなどをコピーするようになっていった[15]。また、22歳の頃までは、ギターと同時にボーカルも務めていた[16]。
- 大学生時代は、洋楽の様々なジャンル、ルーツなどの研究を行い[17]、作曲と宅録をやるようになったのもこの頃で、図書館などで楽典や作曲法といった理論を独学で学んでいた[18]。
- 大学生の時からレコード会社にデモテープを送り続ける。WANDSに加入するまで、英語の家庭教師などのアルバイトをしながら、某音楽事務所の制作現場で技術を磨く。これが縁で日本を代表する大物アーティストの付き人としての経験を積む。これらの活動がこの後のWANDSメンバー加入へとつながっていく。
- 1995年からデビューする1997年までの間は、原盤制作やマネジメントスタッフなども経験し、ビーイングの制作メソッドを自分なりに研究していたと述べている[19]。また、織田哲郎のメロディーも、一時期猛烈に研究していたとのこと[20]。
- WANDS時代は、ほぼ全曲のコーラスを担当していた[21]。
- "Suginho"とは、新メンバーとして加入直後のflow-warのファンクラブイベントで出されたカクテルの名前に由来する。お酒が飲めない為ノンアルコールで、メンバーの中で一番「子供っぽい」ということで、スペイン語で「～の子供」という意味の"-nho"と、旧芸名をくっつけて作られた。お気に入りのサッカー選手、Ronaldinhoの名前に引っ掛けてある。彼が前事務所を辞めた後の活動名にこの愛称を入れ込んだ理由は「全く知名度のない本名とかつての芸名との落しどころ」。また、セレソンのジュニーニョやロビーニョから来ているとも語っている[22]。
- WANDSのメンバーであった木村真也、松元治郎（WANDS活動当時は和久二郎名義）とは解散以降も交流があり、2012年からは松元のソロ活動再開のサポート、プロデューサーも務めている。
- 2002～2004年頃は大阪に住んでいた。その頃も松元とはちょくちょく連絡を取り合っており、松元からの依頼で、送られてきたデモにコード付けなども行っていたとのこと[23]。
- WANDS時代に関しては、短い間に色々あったが嫌な記憶とは思ってはいなく、WANDSの一員であったことに誇りを持っていると語っている[24]。
- 過去に雑誌のギターヒーローで、活動の転機になった曲として「Brand New Love」を上げたことがある[25]。

## ディスコグラフィー
- WANDSとしての作品はWANDS#ディスコグラフィ、flow-warとしての作品はflow-war#ディスコグラフィ、CANDYMANとしての作品はCANDYMAN (バンド)#作品を参照。

### ミニアルバム
- SECOND（2014年3月10日）

### オムニバスアルバム
- Guitar Monster Vol.2（1997年9月13日） ※「With My Best Whishes」で参加

## 公演
- イベント 「"Live Circus" Act.01」（2011年3月28日） 会場：目黒LIVE STATION
  - Suginho Session名義でグループ参加[4][5]
- ミニライブ 「ギターという名のMagic Wand」（2014年6月15日） 会場：東急ハンズ渋谷店 HINT7
  - フリーライブ[9]

## プロデュース・楽曲提供など

### プロデュース
- 松元治郎

「Reverb」(2012年10月12日)
「I come back again」(2016年2月2日)

### サウンドプロデュース
- gulff

「風ノ女神」(2006年2月22日)
- SHALE APPLE

「空フル ～虹を架けろ～」(2006年6月21日)
「君の声/オレンジ」(2006年11月22日)
「ひとりぼっちの君へ / 大切な言葉」(2007年2月14日)
「空空寂寂」(2007年3月28日)
- Crush Tears

「閃光の瞬き」(2010年2月17日)
「Communication Breakdown」(2010年7月7日)
「Crush Tears I」(2010年8月25日)
- clear

「Dearest」(2010年9月8日)
「変わらぬ想い」(2011年2月23日)
「Shining」(2011年4月27日)
「Dearest II」(2011年7月20日)
- ヤマイ（KANAN）, 蛇足×蓮, エルシ

「え？あぁ、そう。」(2010年11月3日)
- LIGHT BRINGER

「noah」※共同サウンドプロデュース(2011年11月23日)
「genesis」※共同サウンドプロデュース(2012年1月18日)
「MEMORY OF GENESIS」※共同サウンドプロデュース(2012年9月26日)
- すーぱーそに子

「SONICONICOROCK -Tribute To VOCALOID-」(2012年2月8日)

### ディレクター
- ライブスタンドボーイズ

「FOR YOUR SMILE」
- RYOEI

「ひらり」（2009年8月26日）
「ブーゲンビリア」(2010年1月20日)
「てぃんがーら」(2011年3月16日)
- Pistol Valve

「Unofficial」(2008年8月6日)
「Stick 'em up!」(2008年10月22日)
「DRIVE-BY SHOOTING」(2008年10月22日)
- jealkb

「嘆きのエンドレス」(2008年10月22日)
「狼煙 -NOROSHI-」(2008年11月26日)
「WILL」(2009年8月5日)
- jealkb×コンドルズ

「B.L. -Ballad of Lip-」(2009年8月5日)
- 新選組リアン

「男道」(2009年10月14日)
「本当に僕でいいんですか」(2010年2月24日)
「愛の唄」(2010年8月4日)
「上京物語」(2010年9月1日)
「色糸」(2011年6月22日)
- ユリカ/花たん

「Flower Drops」(2011年6月29日)
- クレモンティーヌ×OSTER project

「魔法使いのショコラティエ -Le Chocolatier Enchante-」(2012年1月25日) ※楽器REC ディレクション
- JAXA

「イカロス君のうた」feat.間宮くるみ(2012年3月11日)
- 竹原ピストル

「ROUTE to ROOTS」(2012年4月25日)
- トーマ

「アザレアの心臓」(2013年4月3日) ※生リズムREC ディレクション＆EDIT
- ぽこた

「ドキドキ☆夏恋物語」(2014年8月6日)
「still I love you」(2014年8月6日)
「第一次わんにゃん大論争」(2014年8月6日)

### 作詞
- clear

「変わらぬ想い」※clearと共同作詞(2011年2月23日)

### 作曲
- 松元治郎

「逃亡者」※アルバム「Reverb」収録曲(2012年10月12日)
「Lip Server」※アルバム「I come back again」収録曲(2016年2月2日)
「Shake it off」※アルバム「I come back again」収録曲(2016年2月2日)

### 作詞・作曲
- ライブスタンドボーイズ

「FOR YOUR SMILE」

### 作曲・編曲
- 門前あかり

「願いひとつ／may/day」(2010年10月27日)
- DOLL$BOXX

「おもちゃの兵隊」※アルバム「DOLLS APARTMENT」収録曲(2012年12月12日)

### 編曲
- clear

「Fire◎Flower」※アルバム「Dearest」収録曲(2010年9月8日)
「Under the Snow」※アルバム「Dearest」収録曲(2010年9月8日)
「Shining」(2011年4月27日)
- RINO

「Super Lady」(2010年9月29日)
- 新選組リアン

「色糸」(2011年6月22日)
- まらしぃ

「空想少女への恋手紙」(2012年11月12日)
「弧ギツネの乱」※アルバム「空想メモライズ」収録曲(2013年8月28日)
「天照ラセ」※アルバム「空想メモライズ」収録曲(2013年8月28日)
「アマツキツネ」※アルバム「空想メモライズ」収録曲(2013年8月28日)
「空想少女への恋手紙」※アルバム「空想メモライズ」収録曲(2013年8月28日)
- 松元治郎

「Reverb」※全曲(2012年10月12日)
「I come back again」※全曲(2016年2月2日)
- DOLL$BOXX

「Merrily High Go Round」※DOLL$BOXXと共同で編曲、アルバム「DOLLS APARTMENT」収録曲(2012年12月12日)
- 間慎太郎

「逢いたい」※アルバム「Lucky Now」収録曲(2013年7月10日)

### プログラミング
- 竹原ピストル

「ROUTE to ROOTS」(2012年4月25日)

### サウンドプログラミング
- 新選組リアン

「2010 FIRST TOUR 上京物語」DVD(2011年1月12日)

### ボーカルディレクション
- RYOEI

「島風〜夢来人の唄〜」（2010年8月18日）
- ビーチボーイズ

「ビーチボーイズ」（2011年7月13日）
- V.A.「聖闘士星矢 THE LOST CANVAS 冥王神話」キャラクターソング アルバム

「Illusion Garden／パンドラ（CV：水樹奈々）×19's Sound Factory」（2011年8月10日）
- √5

「MERRY GO ROUND」(2011年12月14日)
- DOLL$BOXX

「DOLLS APARTMENT」(2012年12月12日)
- ユリカ/花たん

「Primrose Flower Voice」(2013年1月30日)
- Art Of Gradation

「Concentration」(2013年5月29日)
- LIGHT BRINGER

「Scenes of Infinity」(2013年5月29日)
「ICARUS」(2014年6月20日)
「monument」(2014年11月5日)
- Fuki Commune

「Welcome!」※M-2～5,8,10,11(2016年6月22日)
- Unlucky Morpheus

「affected」(2014年10月22日)
「VAMPIR」(2015年4月26日)
「Wings」(2015年8月14日)
「REBIRTH Revisited」(2015年12月30日)
「Black Pentagram」(2016年12月29日)

### ミックス
- 竹原ピストル

「ふうせんガム -MHK 2011 ver.-」(2012年2月29日)
- JAXA

「イカロス君のうた」feat.間宮くるみ(2012年3月11日)
- Junky

「Rink -Junky×鏡音リン THE BEST-」(2012年4月25日)
- 綾乃美花 × Junky

「I ♥（アイラブ）」(2012年7月11日)
- まらしぃ

「空想少女への恋手紙」(2012年11月12日)
「弧ギツネの乱」※アルバム「空想メモライズ」収録曲(2013年8月28日)
「天照ラセ」※アルバム「空想メモライズ」収録曲(2013年8月28日)
「アマツキツネ」※アルバム「空想メモライズ」収録曲(2013年8月28日)
「空想少女への恋手紙」※アルバム「空想メモライズ」収録曲(2013年8月28日)
- ユリカ/花たん

「flower of sorrow」※アルバム「Primrose Flower Voice」収録曲(2013年1月30日)
「狐ノ嫁入リ」※アルバム「Primrose Flower Voice」収録曲(2013年1月30日)
「花のうた」※アルバム「Primrose Flower Voice」収録曲(2013年1月30日)
- Art Of Gradation

「Concentration」(2013年5月29日)
- 間慎太郎

「逢いたい」※アルバム「Lucky Now」収録曲(2013年7月10日)
- ぽこた

「ぽこた一座の全国行脚 ~ぽけたすんのほぼ誕生日を自分から祝われに行きます(///￣( 工)￣///)」(2014年3月26日) ※DVD
「ドキドキ☆夏恋物語」(2014年8月6日)
「still I love you」(2014年8月6日)
「第一次わんにゃん大論争」(2014年8月6日)
- Around the Nation

「regeneration」(2014年6月25日)

### レコーディング
- U-ya Asaoka (exFIELD OF VIEW)

「シャララ」※アルバム「ウタハトビラヲアケテユク」収録曲(2009年11月25日) ※ギターで参加
- 竹原ピストル

「ふうせんガム -MHK 2011 ver.-」(2012年2月29日)
- まらしぃ

「空想少女への恋手紙」(2012年11月12日) ※ギターで参加
「弧ギツネの乱」※アルバム「空想メモライズ」収録曲(2013年8月28日) ※ギターで参加
「天照ラセ」※アルバム「空想メモライズ」収録曲(2013年8月28日) ※ギターで参加
「アマツキツネ」※アルバム「空想メモライズ」収録曲(2013年8月28日) ※ギターで参加
「空想少女への恋手紙」※アルバム「空想メモライズ」収録曲(2013年8月28日) ※ギターで参加
- 間慎太郎

「逢いたい」※アルバム「Lucky Now」収録曲(2013年7月10日) ※ギターで参加
- Around the Nation

「regeneration」(2014年6月25日) ※ボーカルREC
- ぽこた

「ドキドキ☆夏恋物語」(2014年8月6日) ※ギターで参加

### マスタリング
- Art Of Gradation

「Concentration」(2013年5月29日)
- ぽこた

「still I love you」(2014年8月6日) ※REC エンジニア
「第一次わんにゃん大論争」(2014年8月6日) ※REC エンジニア

### サポートギター
- KOTO

「北極星 -The Polestar-」(2005年6月22日)
- LIGHT BRINGER

「Hydrangea」※アルバム「Scenes of Infinity」収録曲(2013年5月29日) ※アディショナル・ギターソロ

### ライブ
- Fayray

「Fayray　Live Tour 2003 “Love & Observe”」(2003年1月29日) ※ギタリストで参加
- 倉木麻衣

「Mai Kuraki『5th Anniversary Edition “Grow, Step by Step』」(2005年1月5日) ※ギタリストで参加
- U-ya Asaoka (exFIELD OF VIEW)

「15th Anniversary 2009-2010 6th LIVE TOUR ～ ウタハトビラヲアケテユク～」(2009年12月12日～12月19日) ※ギタリストで参加
- 舞弥

「富士市文化会館ロゼシアター」(2010年1月10日) ※ギタリストで参加
- RYOEI

「ブーゲンビリア2010」(2010年3月2日～3月5日) ※ギタリストで参加
- KAmiYU

「KAmiYU in Wonderland 2 in グランキューブ大阪」(2011年8月28日) ※マニピュレート
- 松元治郎

「松元治郎 1st LIVE」(2012年12月2日) ※ギタリストで参加、コンサート制作
「松元治郎 2nd LIVE」(2016年3月13日)※ギタリストで参加、コンサート制作
- かんだ♡みのり

「LIVE＠新宿JAM 5days」(2013年6月) ※ギタリストで参加、同期制作
- ぽこた

「ぽこた一座の全国行脚 ~ぽけたすんのほぼ誕生日を自分から祝われに行きます(///￣( 工)￣///)」(2013年12月4日～2014年1月13日) ※ギタリスト、バンドマスターで参加

## 出演

### DVD
- ぽこた

「ぽこた一座の全国行脚 ~ぽけたすんのほぼ誕生日を自分から祝われに行きます(///￣( 工)￣///)」(2014年3月26日) ※ギタリストで参加

### PV
- ぽこた

「white love」(2013年)
「ドキドキ☆夏恋物語」(2014年)